# Strada statale 63 (Polonia)
La strada statale 63 (sigla DK 63, in polacco droga krajowa 63) è una strada statale polacca che attraversa il Paese da Perły a Sławatycze.